# Ізумруд (селище)
Ізумру́д (рос. Изумруд) — селище у складі Малишевського міського округу Свердловської області.
Населення — 1440 осіб (2010, 1329 у 2002).
До 12 жовтня 2004 року селище мало статус селища міського типу.